# انگکور تام
انگکور تام (خمر: អង្គរធំ، به معنی "شهر بزرگ")، که با عنوان نوکور تام (خمر: នគរធំ، Nokor Thom) نیز شناخته می‌شود؛ در کامبوج امروزی واقع شده است و آخرین و پایدارترین پایتخت امپراتوری خمر بود که در اواخر قرن دوازدهم توسط پادشاه جایاورمان هفتم تأسیس شد این شهر مساحتی برابر با ۹ کیلومتر مربع دارد که در آن چندین بنای مربوط به دوره‌های پیشین و همچنین بناهایی که توسط جایاوارمان و جانشینانش ساخته شده‌اند، قرار دارند. در مرکز شهر معبد دولتی بایون قرار دارد و دیگر مکان‌های مهم در اطراف میدان پیروزی واقع شده‌اند. این سایت یکی از جاذبه‌های گردشگری جنوب شرق آسیا است.
در مرکز شهر، معبد دولتی جایاورمان، بایون، با سایر مکان‌های اصلی در شمال میدان پیروزی قرار دارند.

## ریشه‌شناسی
انگکور تام (خمر: អង្គរធំ) نام تحول یافته از نوکور تام است (خمر: នគរធំ) که به دلیل عدم توجه به تلفظ و نامیدن، نام صحیح تلقی می‌شود.
واژه نوکور (خمر: នគរ، Nôkô) از واژه سانسکریتی ناگارا (Devanāgarī، नगर) به معنای شهر گرفته شده است که با کلمه خمری تام (خمر: ធំ، Thum) با معنای بزرگ یا عظیم ترکیب شده تا عبارت نوکور تام (Nokor Thom) را تشکیل دهد و سپس به نام فعلی آنگکور تام (Angkor Thom) تغییر می‌یابد.

## تاریخچه
انگکور تام به عنوان پایتخت امپراتوری خمر توسط جایاورمن هفتم تأسیس شد و مرکز برنامه ساخت و ساز گسترده او بود. یکی سنگنوشته یافت شده در شهر جایاوارمان را به‌عنوان داماد و شهر را به‌عنوان عروس او ذکر می‌کند.

## در فرهنگ عامه
- مجموعه آنگکور به‌طور خلاصه در فیلم کینگ کنگ محصول ۱۹۳۳ ذکر شده است.[۴]
- لارا کرافت: مهاجم مقبره دارای چندین شخصیت است که در طول سفر خود به کامبوج برای بازیابی اولین قطعه مثلث نور از آنگکور تام بازدید می‌کنند.
- رمان ویروس یهودا (۲۰۰۷) اثر جیمز رولینز، سفر شخصیت‌ها برای یافتن درمانی برای طاعون، که مستلزم پیروی از مراحل مارکوپولو است؛ آنها را به انگکور تام هدایت می‌کند.
- در رمان بت پرستان طلایی اثر پیتر بورن (حدود ۱۹۵۶)، شخصیت‌های اصلی در طول جنگ‌های صلیبی به عربستان فرستاده می‌شوند، اسیر می‌شوند و توسط خمرها مجبور به بردگی می‌شوند. زندانیان بخشی از آنچه بعدها به‌عنوان آنگکور تام شناخته می‌شود را می‌سازند.
- همان‌طور که هایائو میازاکی در مصاحبه ای با کارگردان فیلم ، مامورو اوشی و مصاحبه‌کننده انیمیشن (اکتبر ۱۹۹۳) گفت: در فیلم پاتلبور ۲، به نظر می‌رسد که صحنه آغازین بر اساس آنگکور تام باشد.[۵]
- در تمدن چهارم: فراتر از شمشیر، انگکور تام پس از هاری هارالایا و یاسودهاراپورا سومین شهری است که در امپراتوری خمر ساخته شده است.
- در تاریکی ابدی، انگکور تام منطقه ای است که معبد کامبوجی در آن واقع شده است و باستانی را در خود جای داده است.
- در تمدن ششم، انگکور تام پایتخت امپراتوری خمر است.
- در مسابقه شگفت‌انگیز ۳۲، دروازه شرقی آنگکور تام میزبان یک مسابقه حیرت‌انگیز در طول قسمت دهم فصل بود.[۶]

## نگارخانه

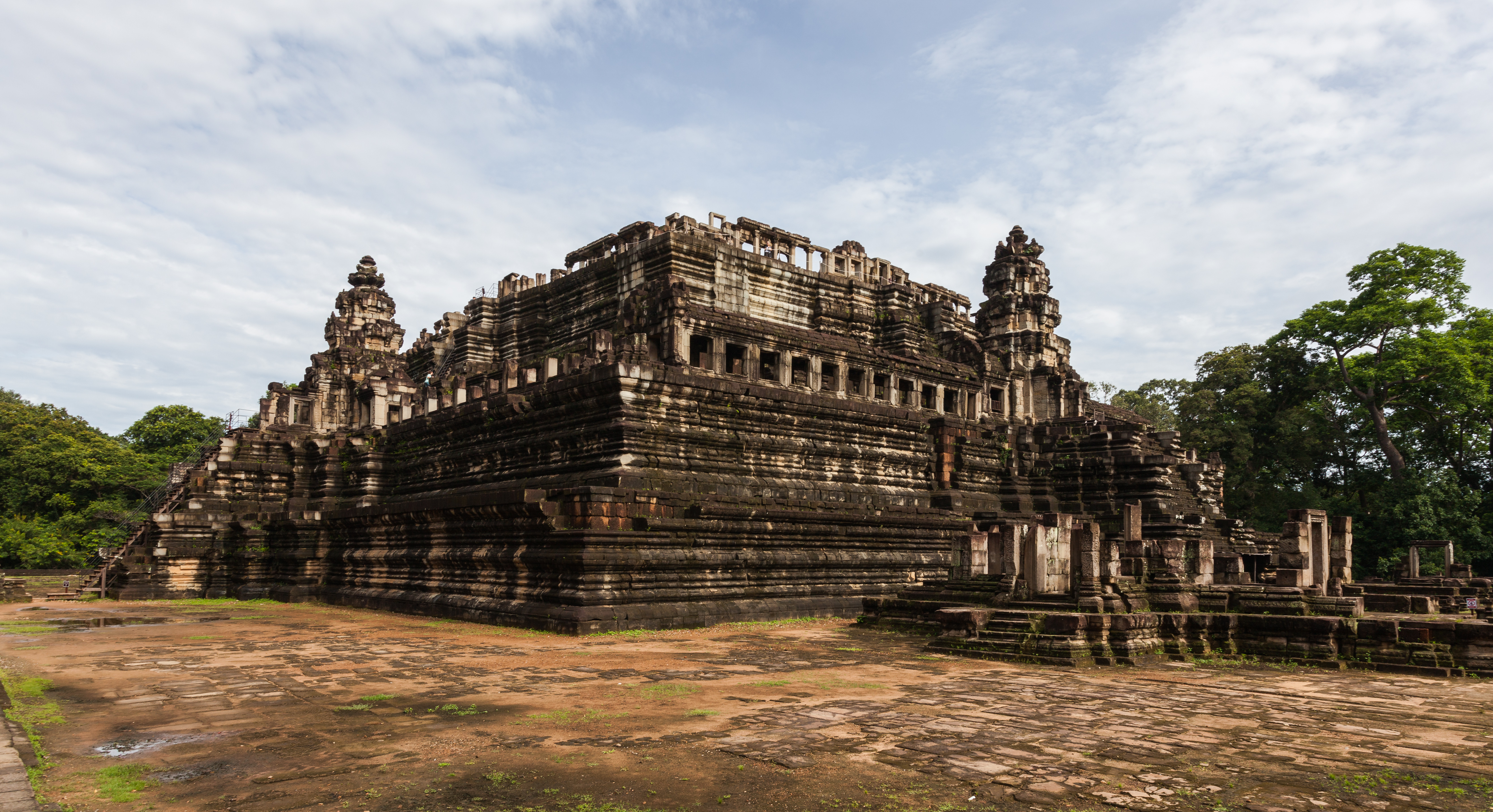
بافون
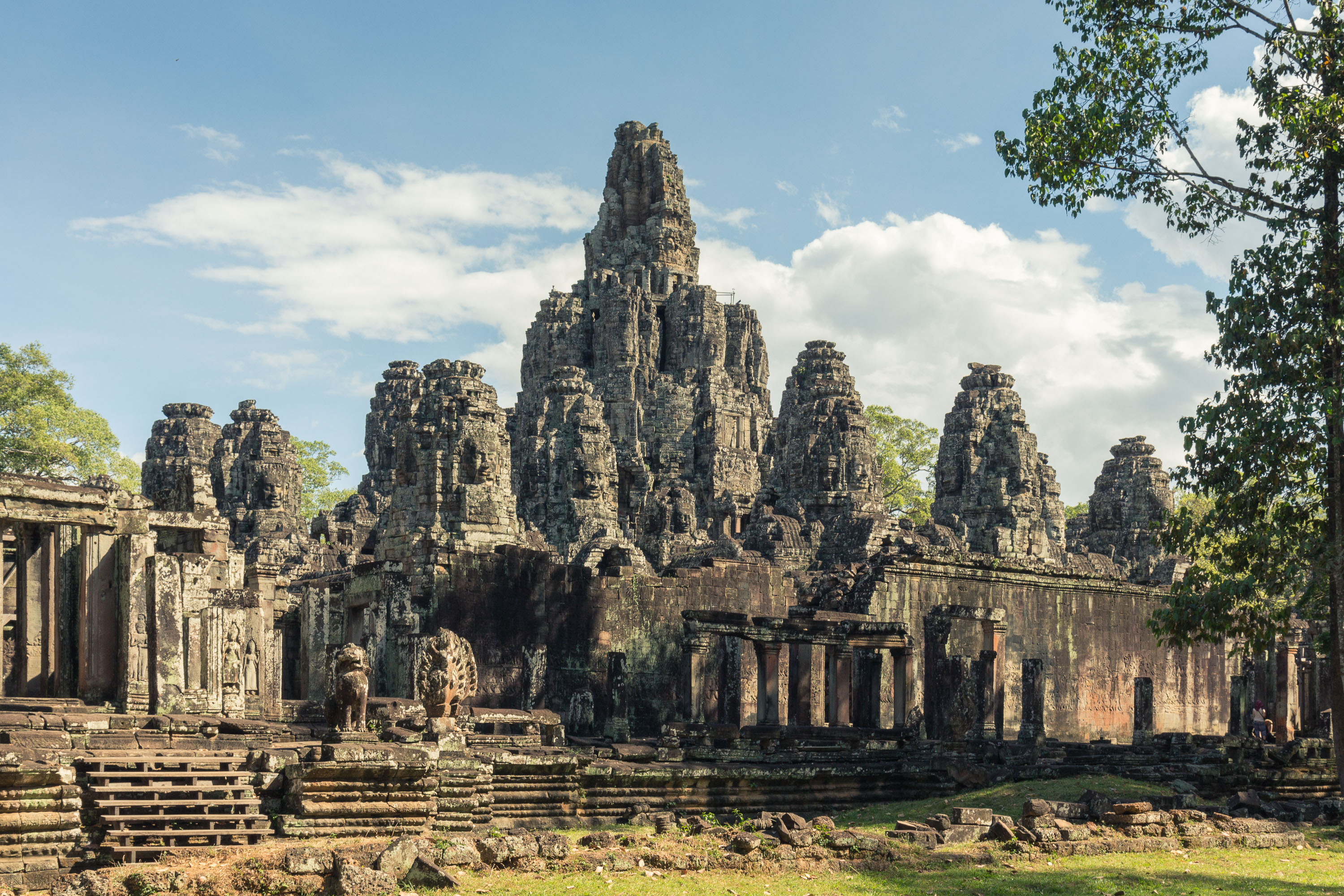
بایون ، قابل توجه‌ترین معبد در انگکور تام.
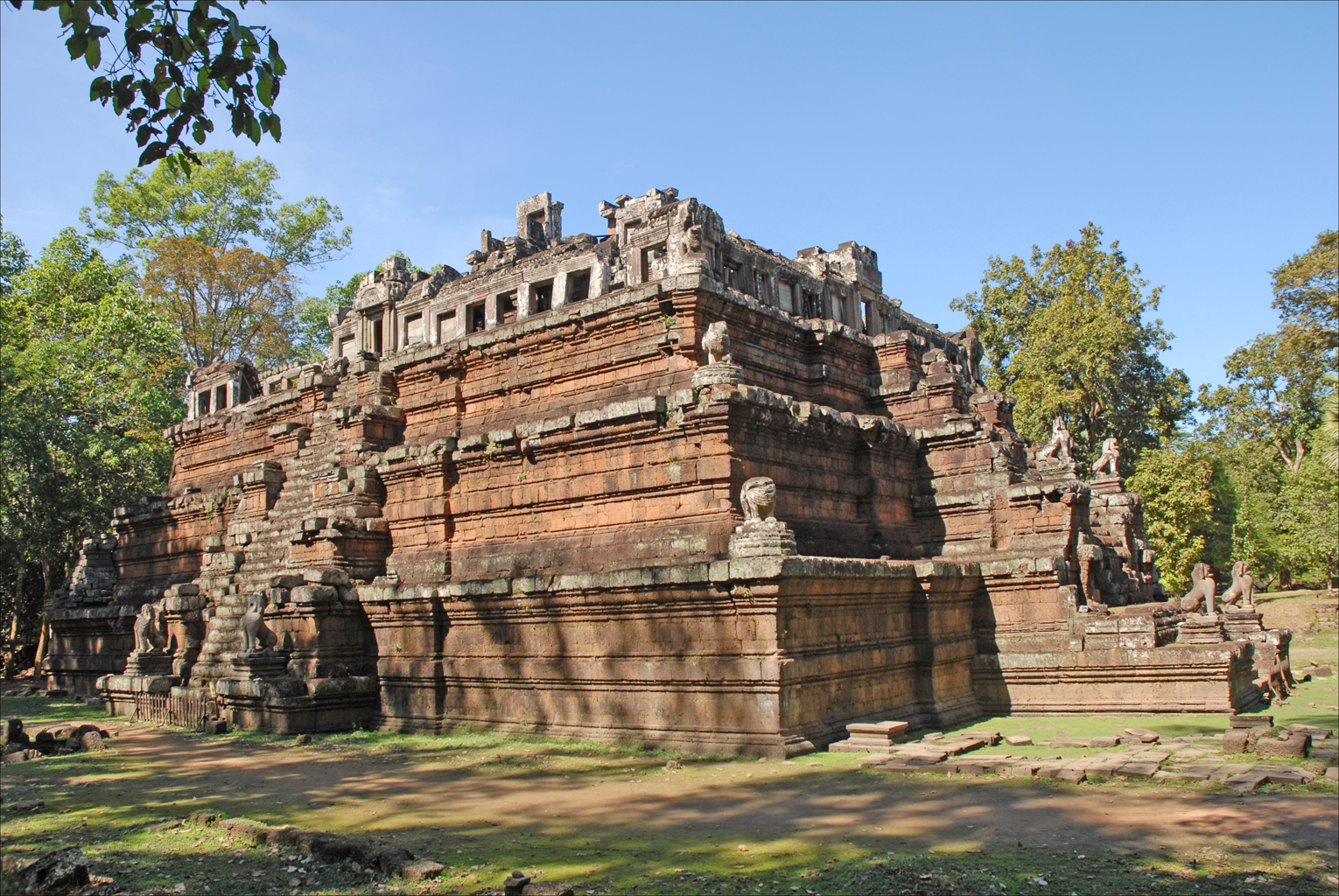
فیمیناکاس
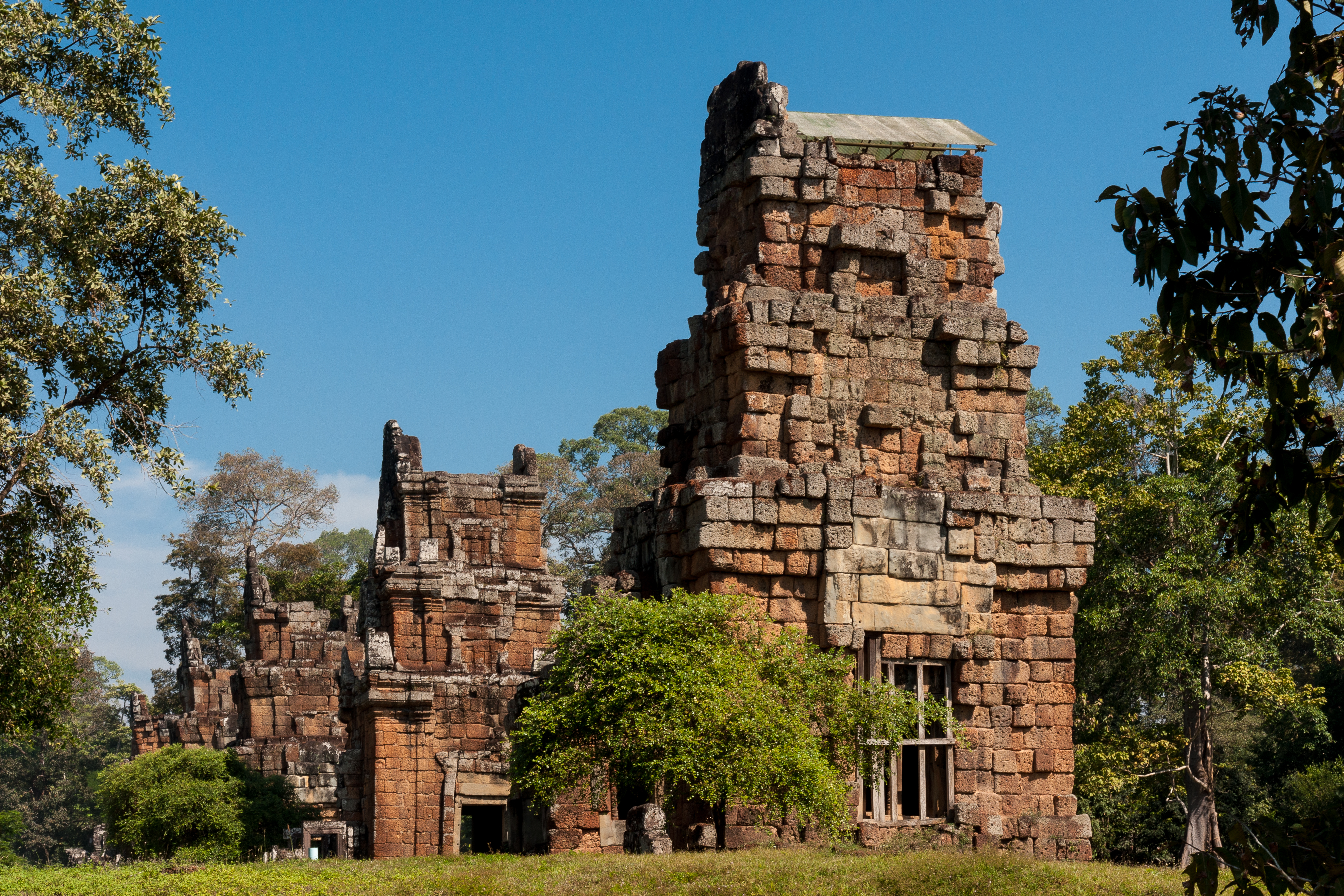
پراسات سوئر پرات
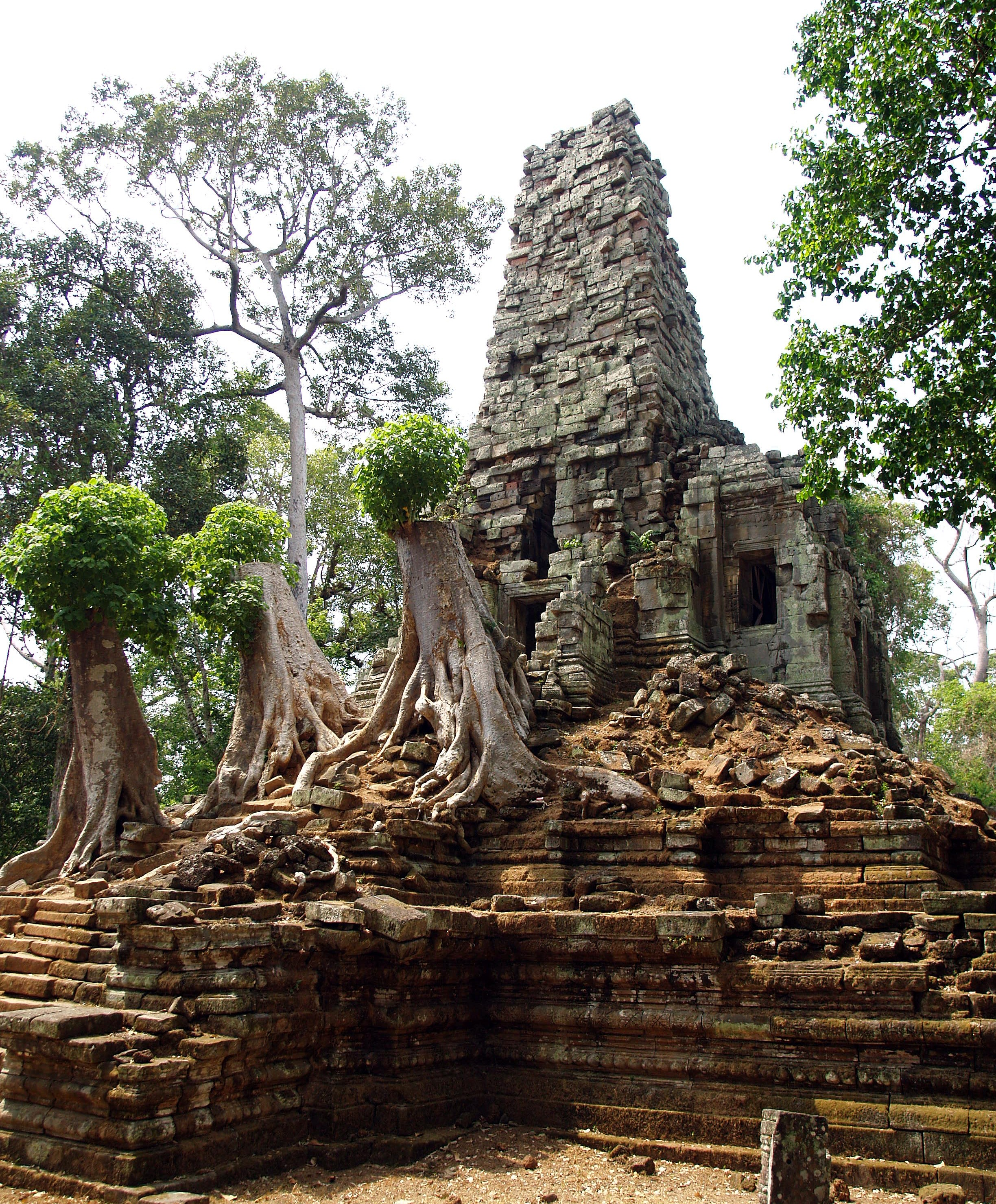
پره پالیلا
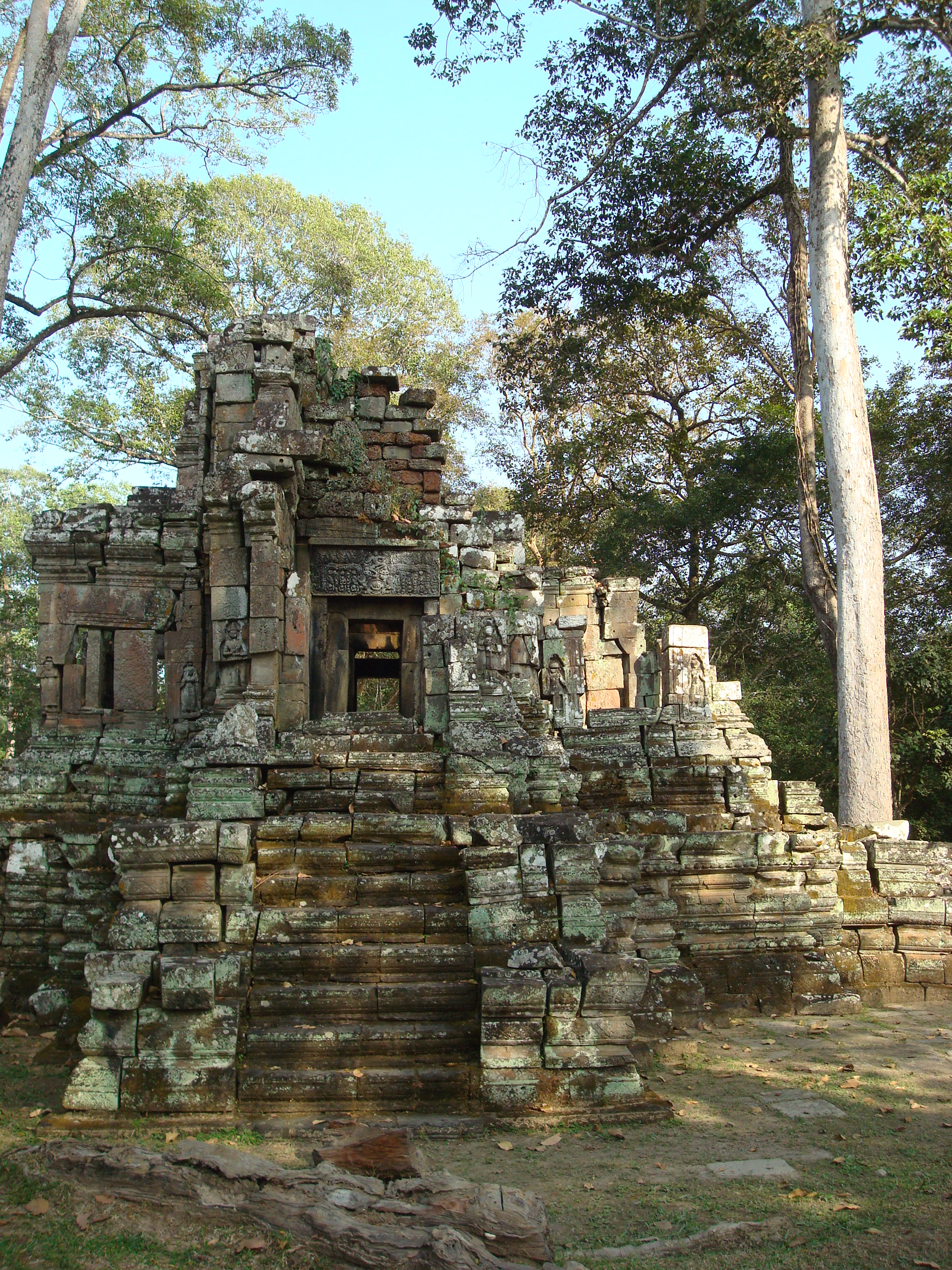
پره پیتو
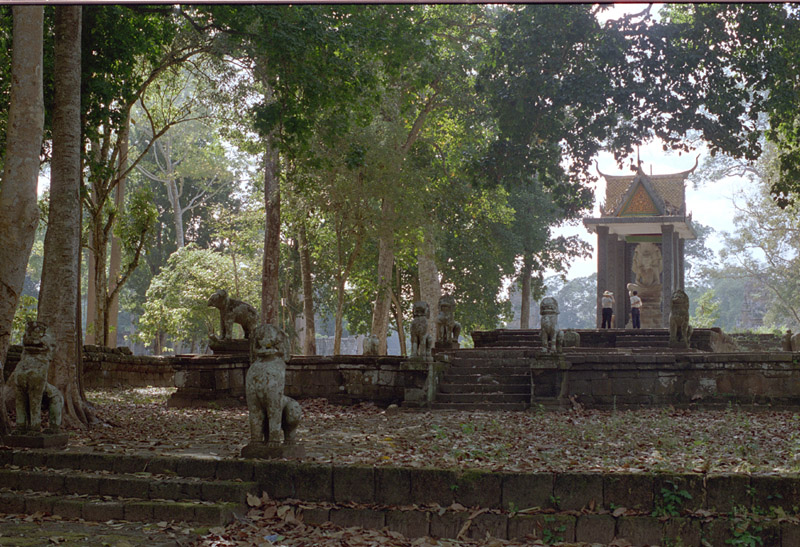
پره ویهار پرام پی لوون
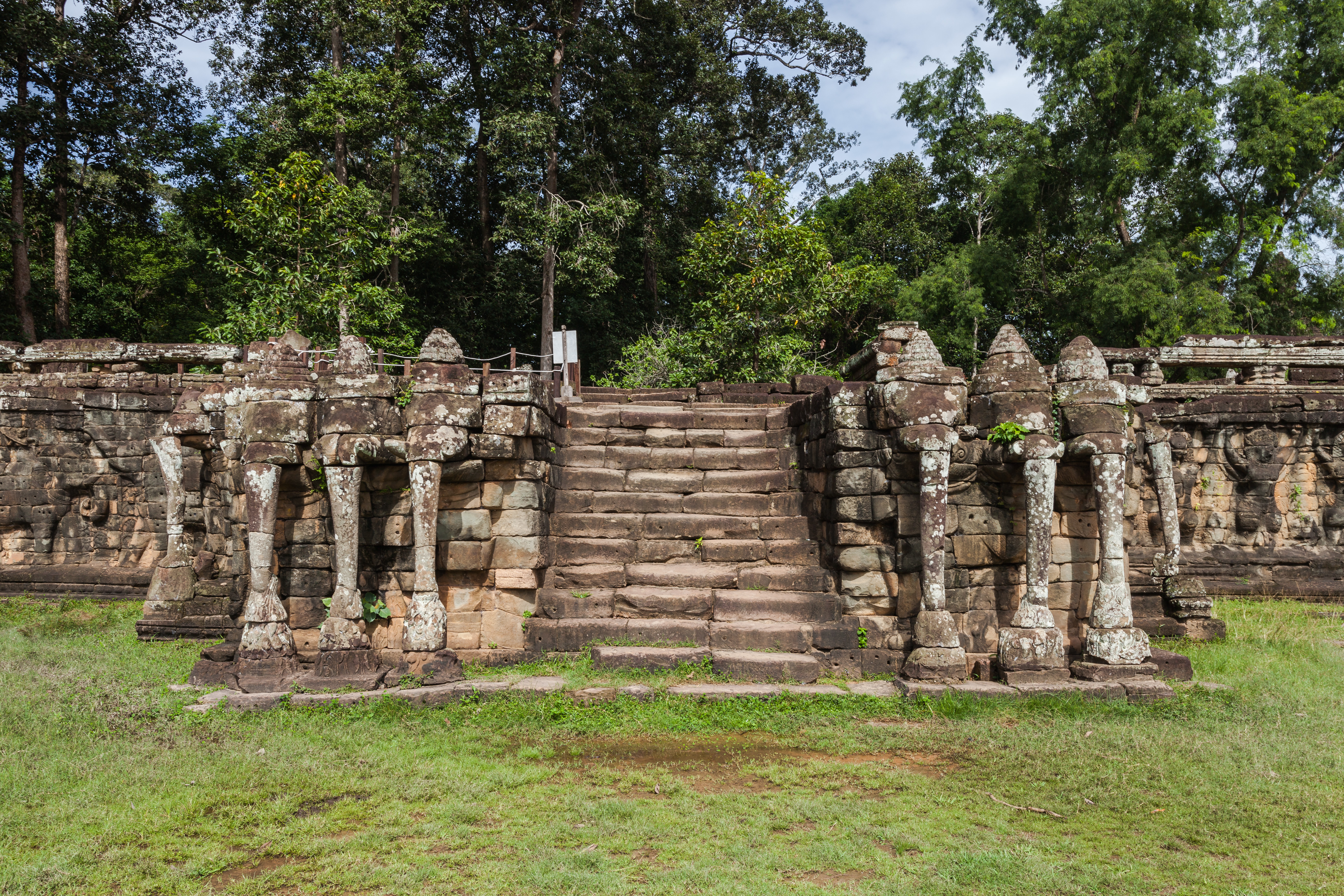
تراس فیل ها
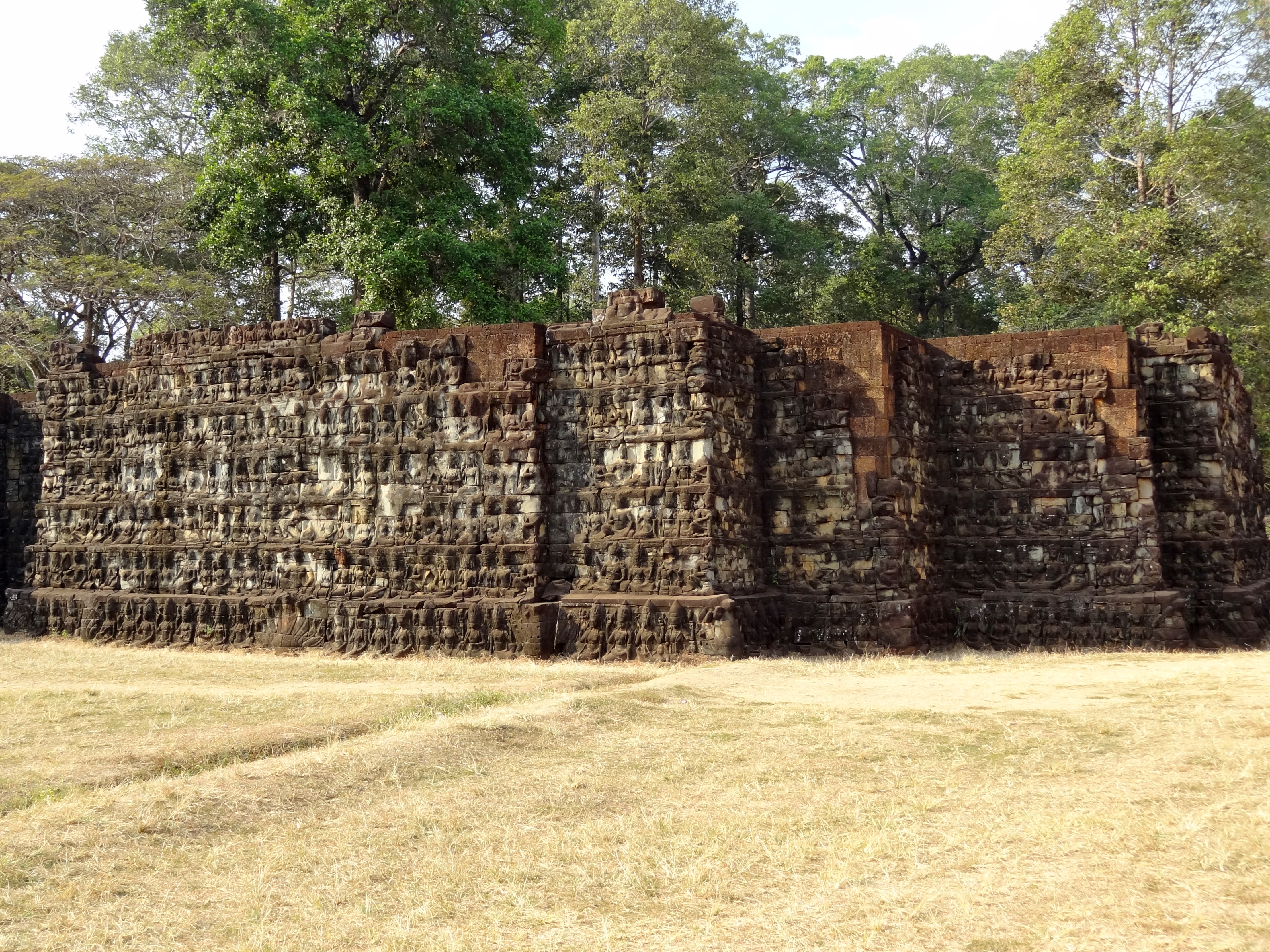
تراس پادشاه جذامی
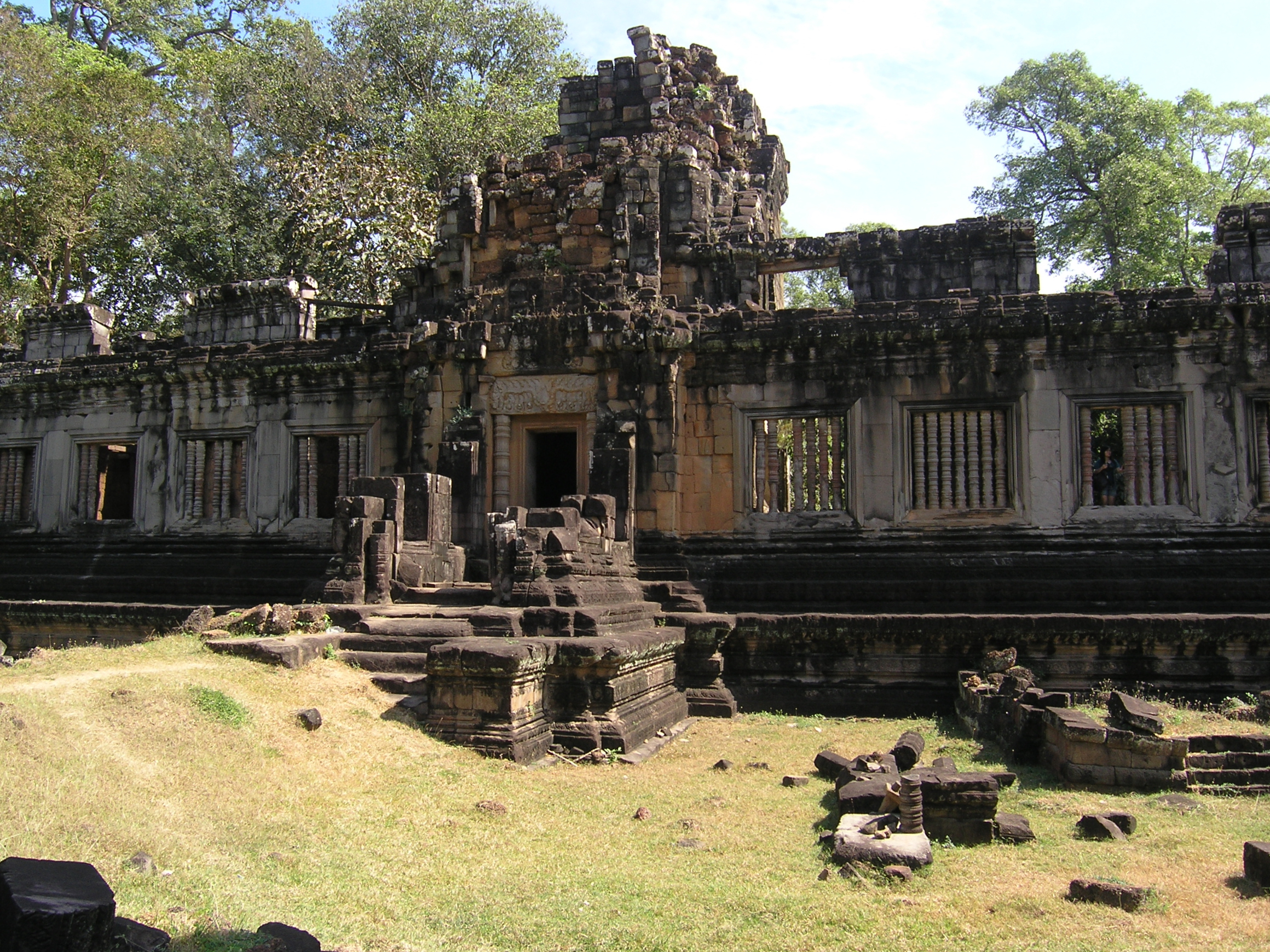
خلانگ ها
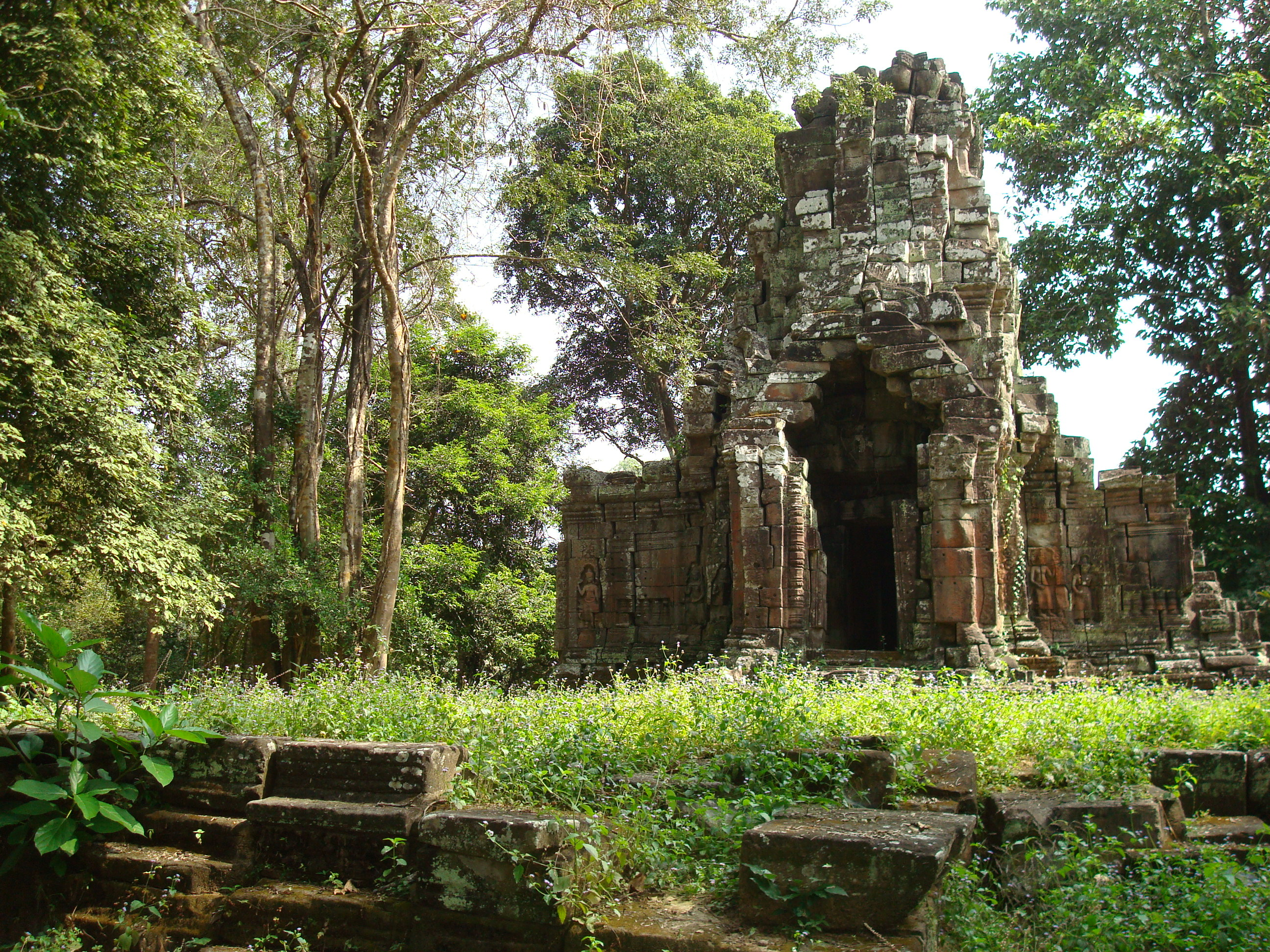
پراسات چرونگ
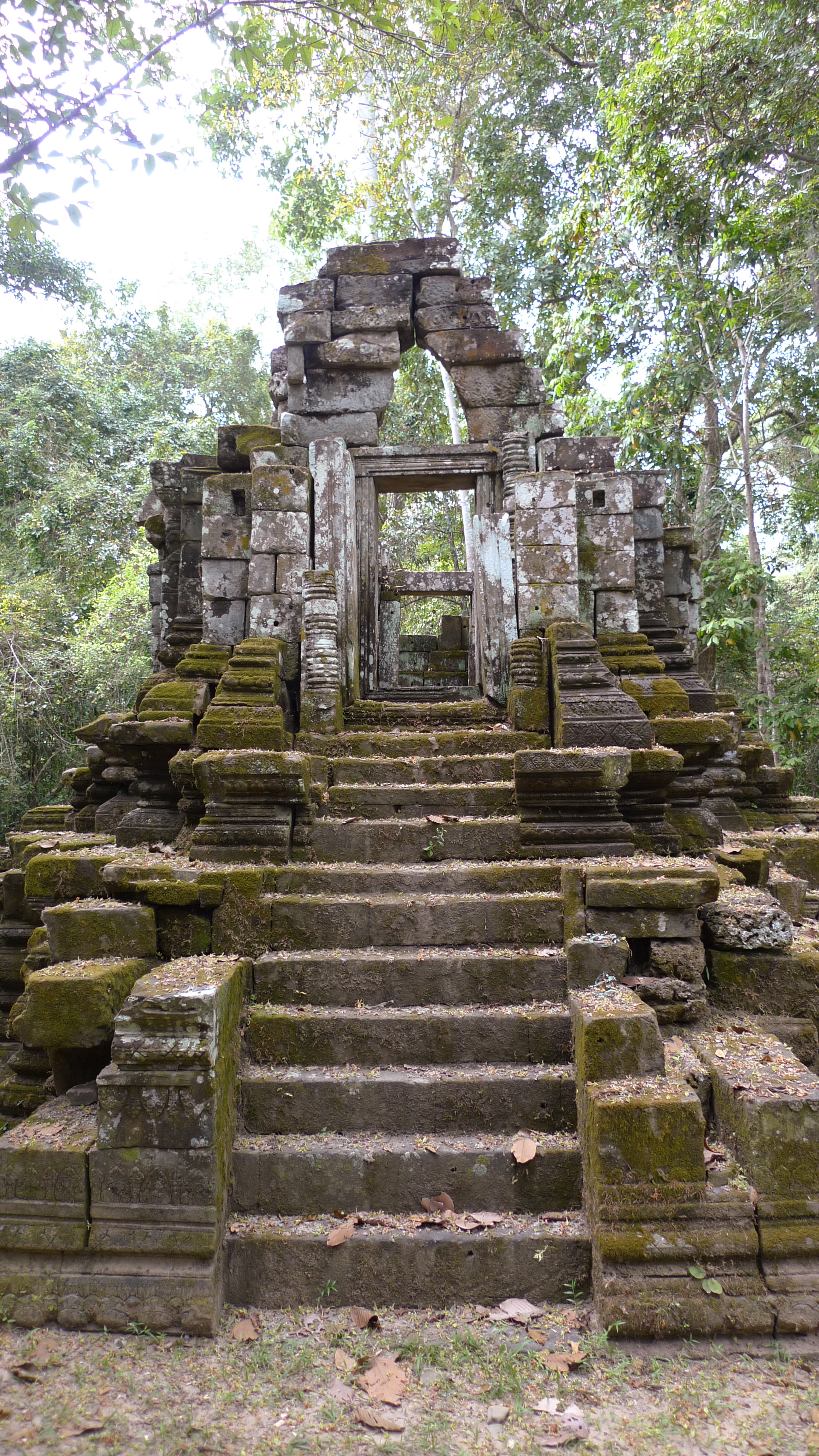
مانگالارتا
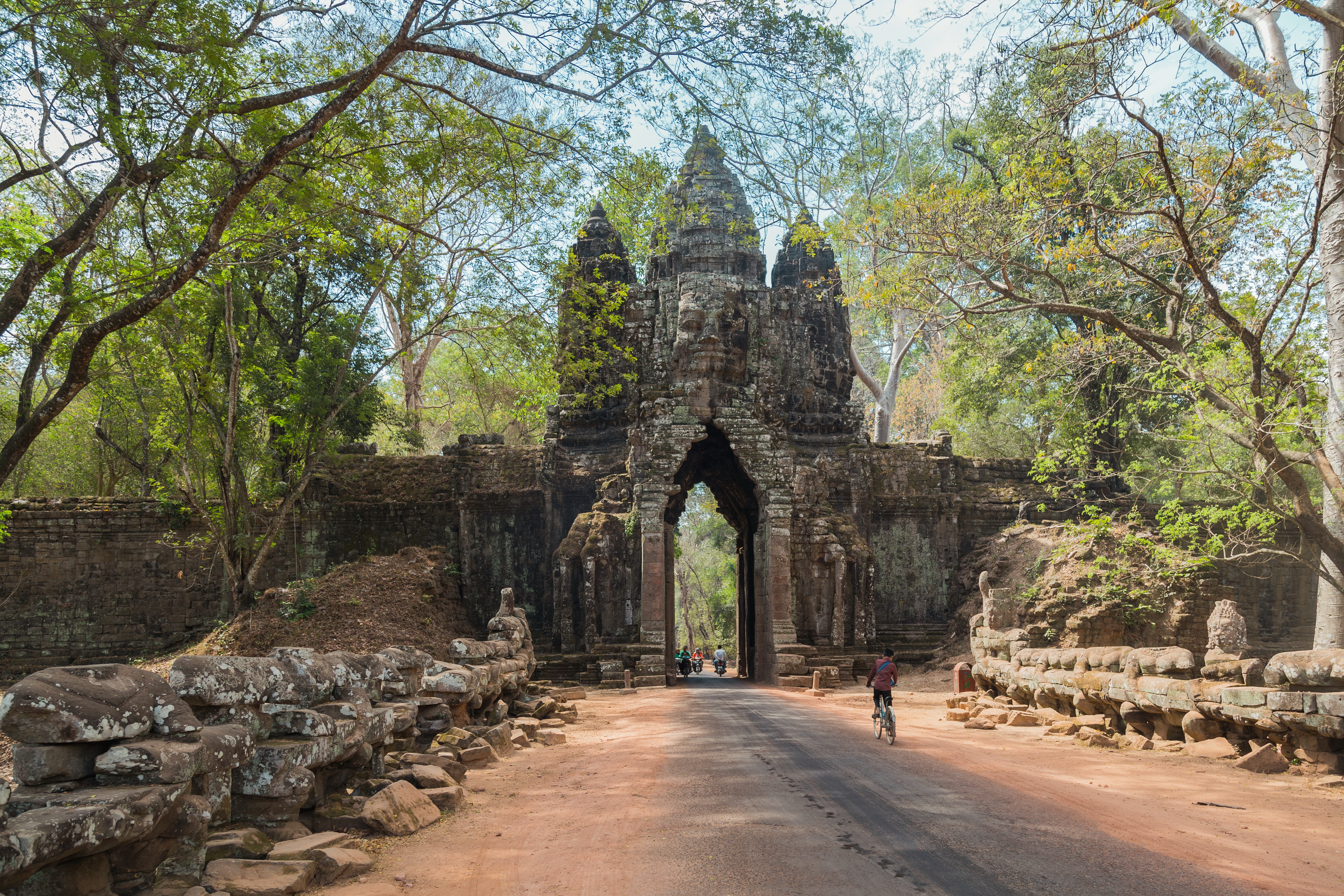
دروازه شمالی
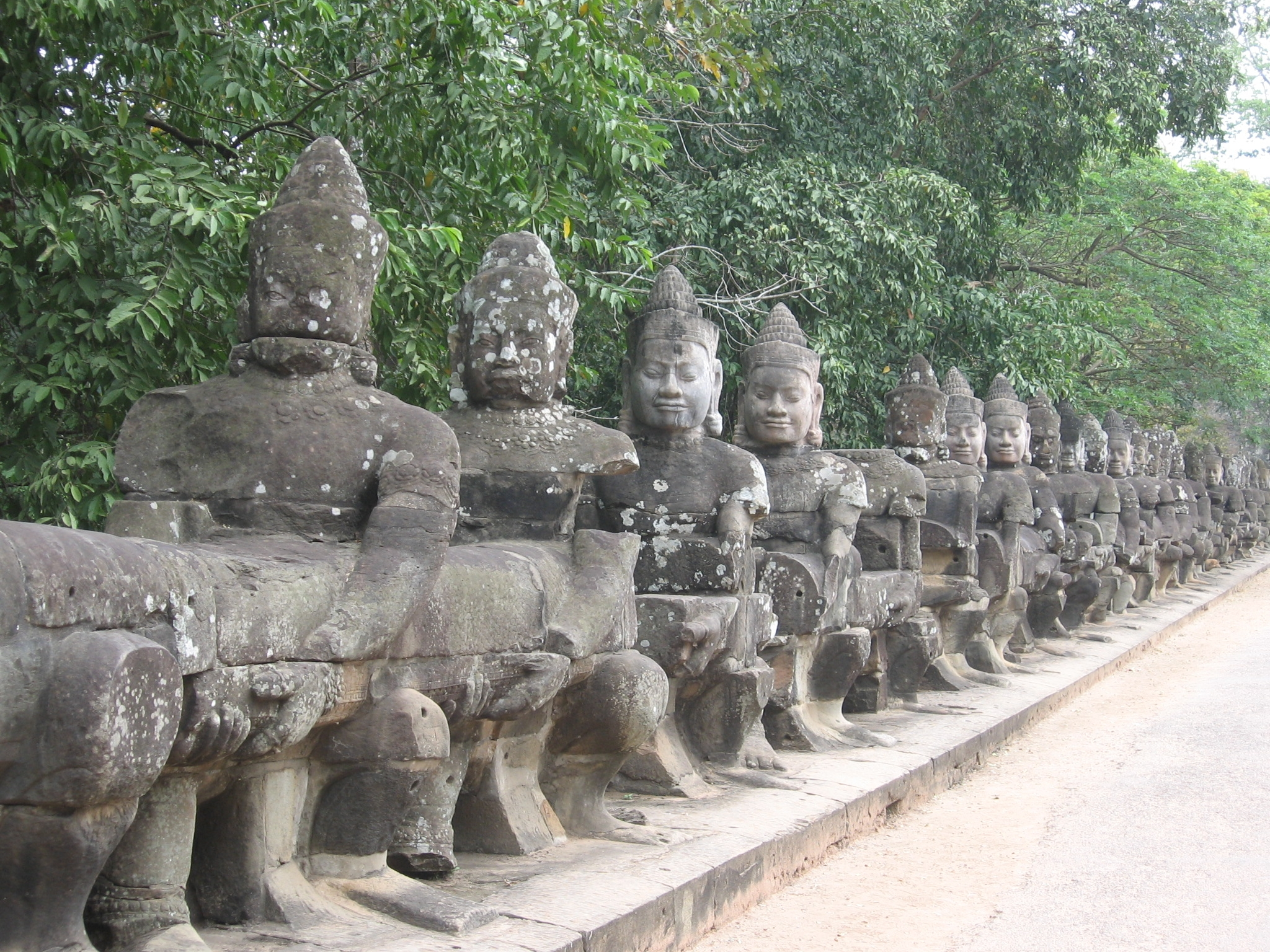
پل دروازه جنوبی
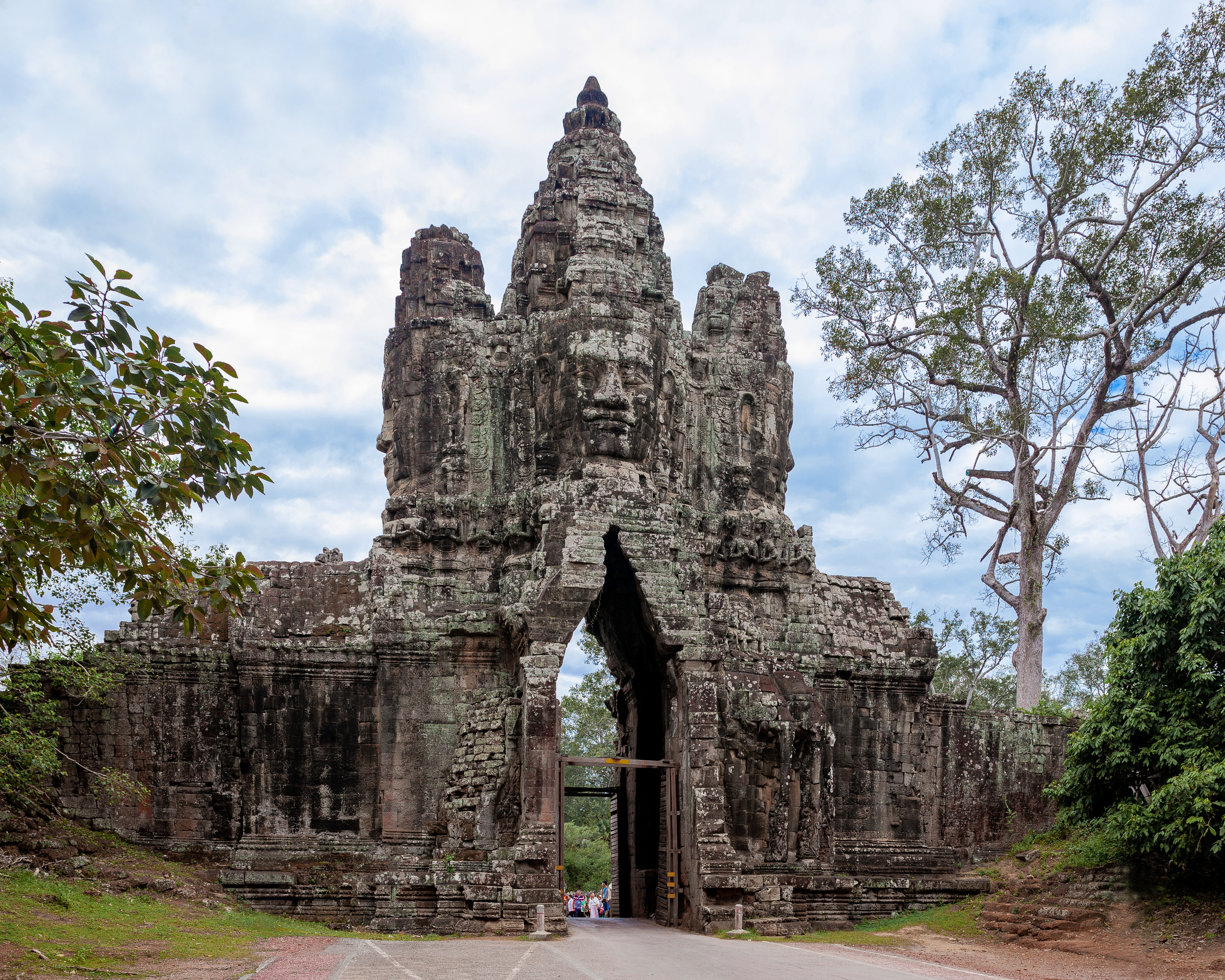
دروازه جنوبی
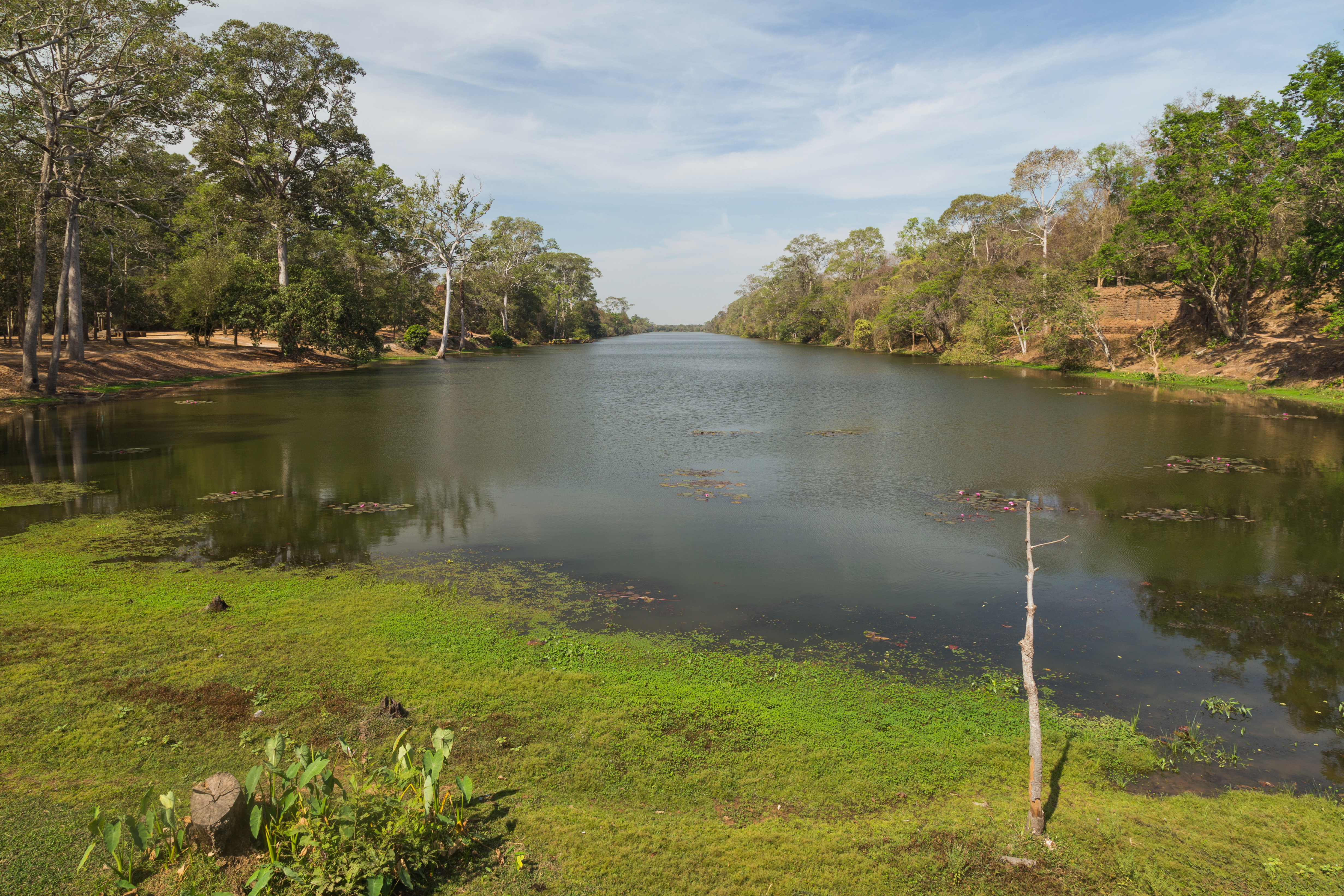
خندق دروازه جنوبی
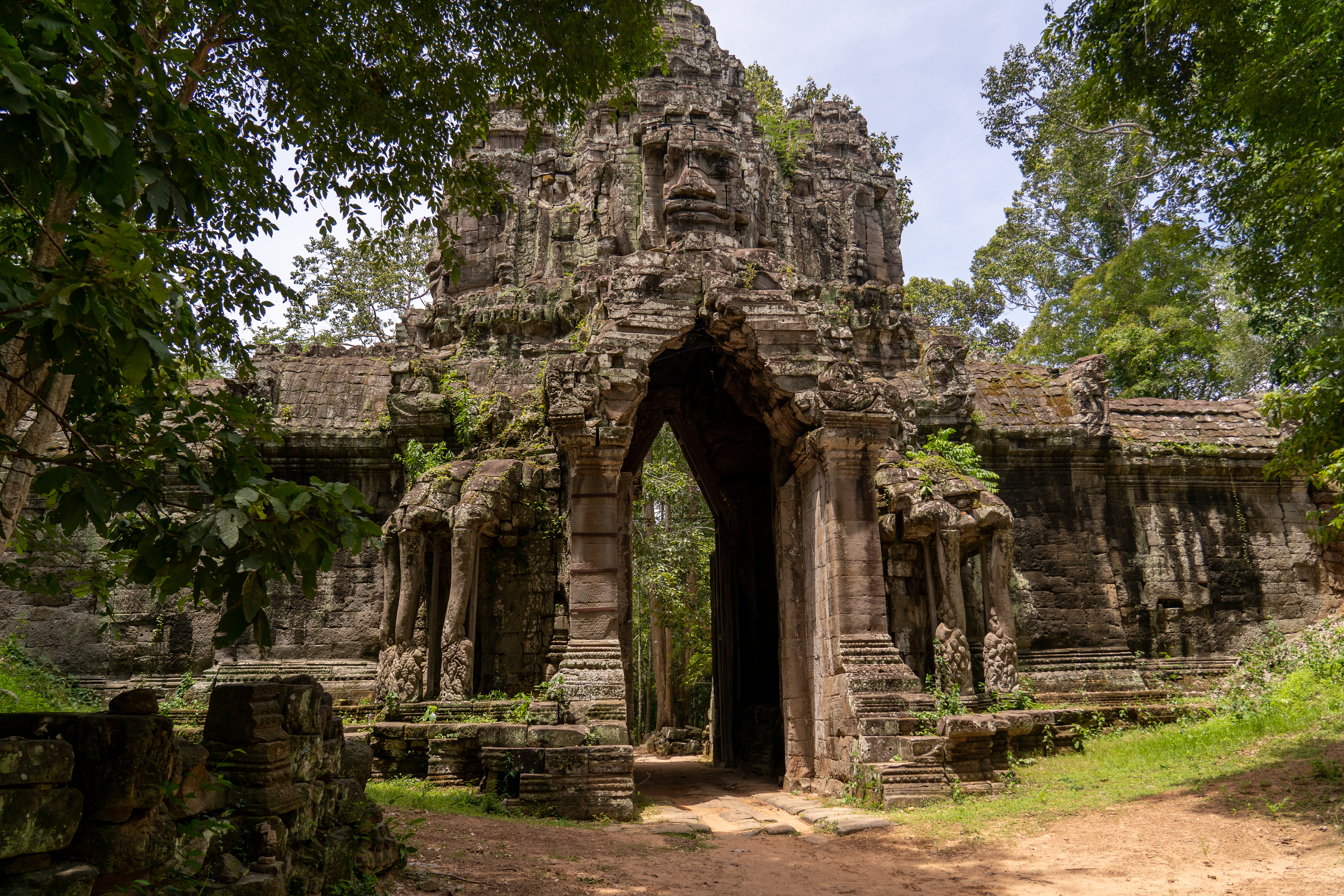
تصویر دروازه شرقی که به عنوان دروازه مردگان نیز شناخته می‌شود
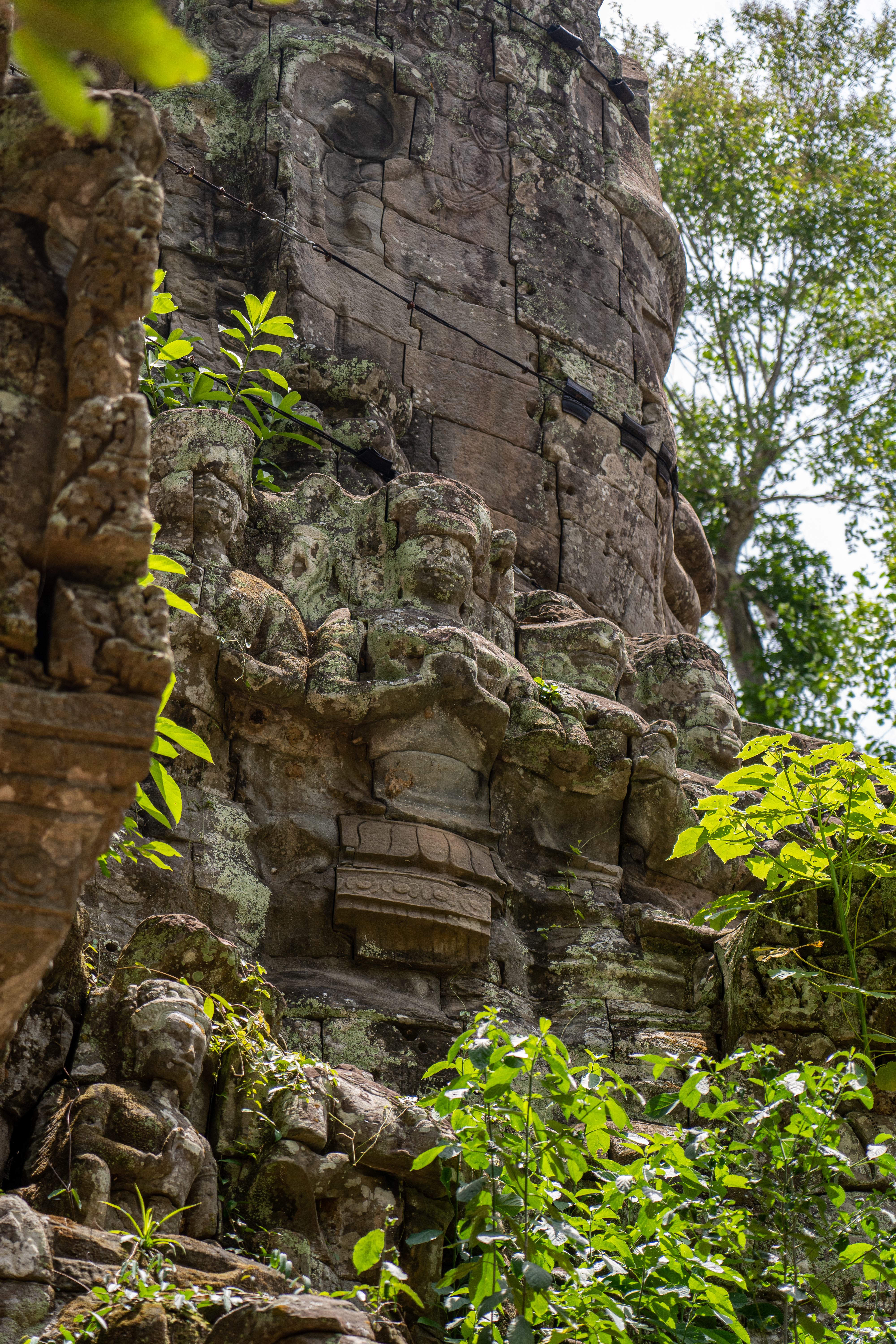
جزئیات معماری دروازه شرقی دروازه مردگان
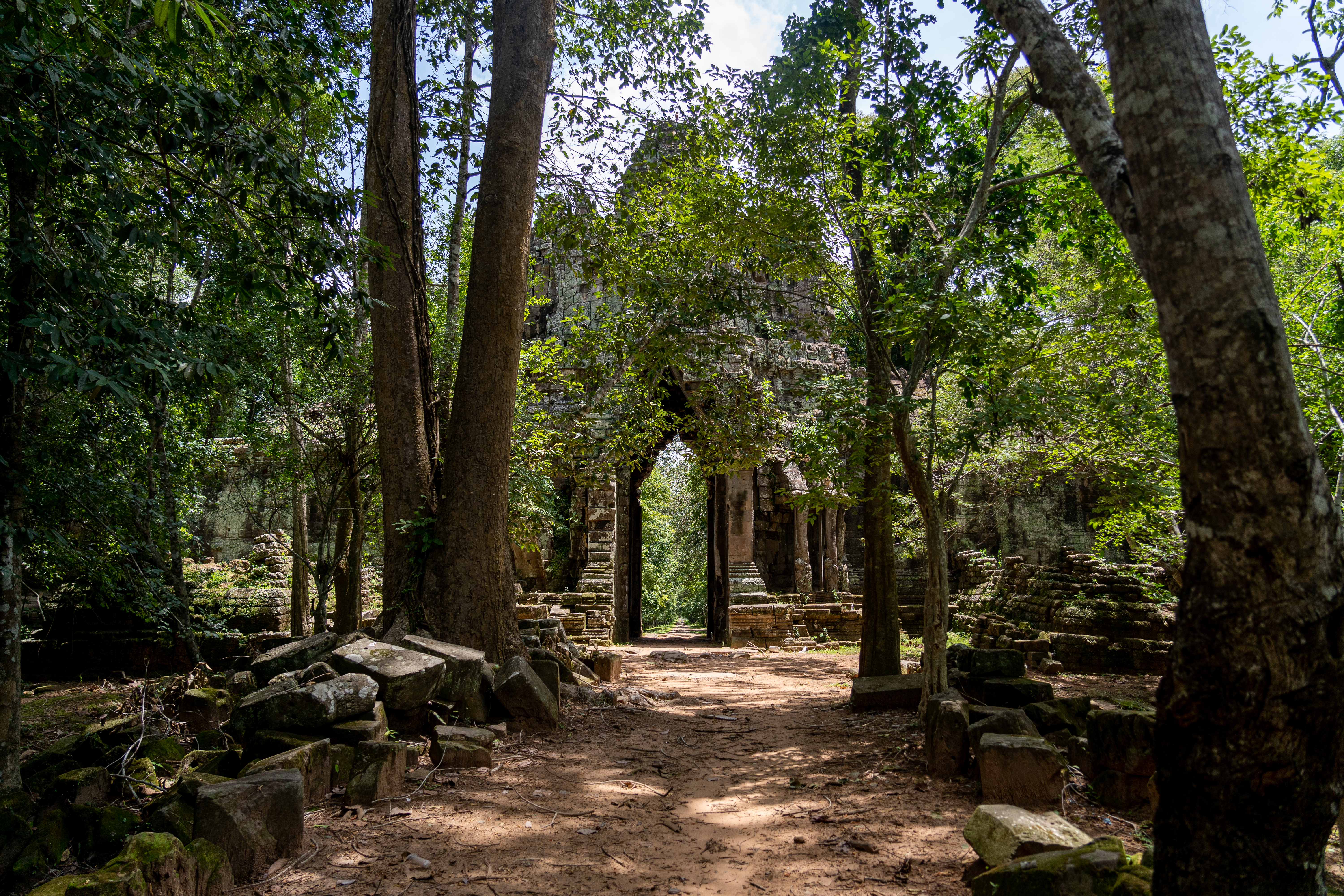
نزدیک شدن به دروازه مردگان
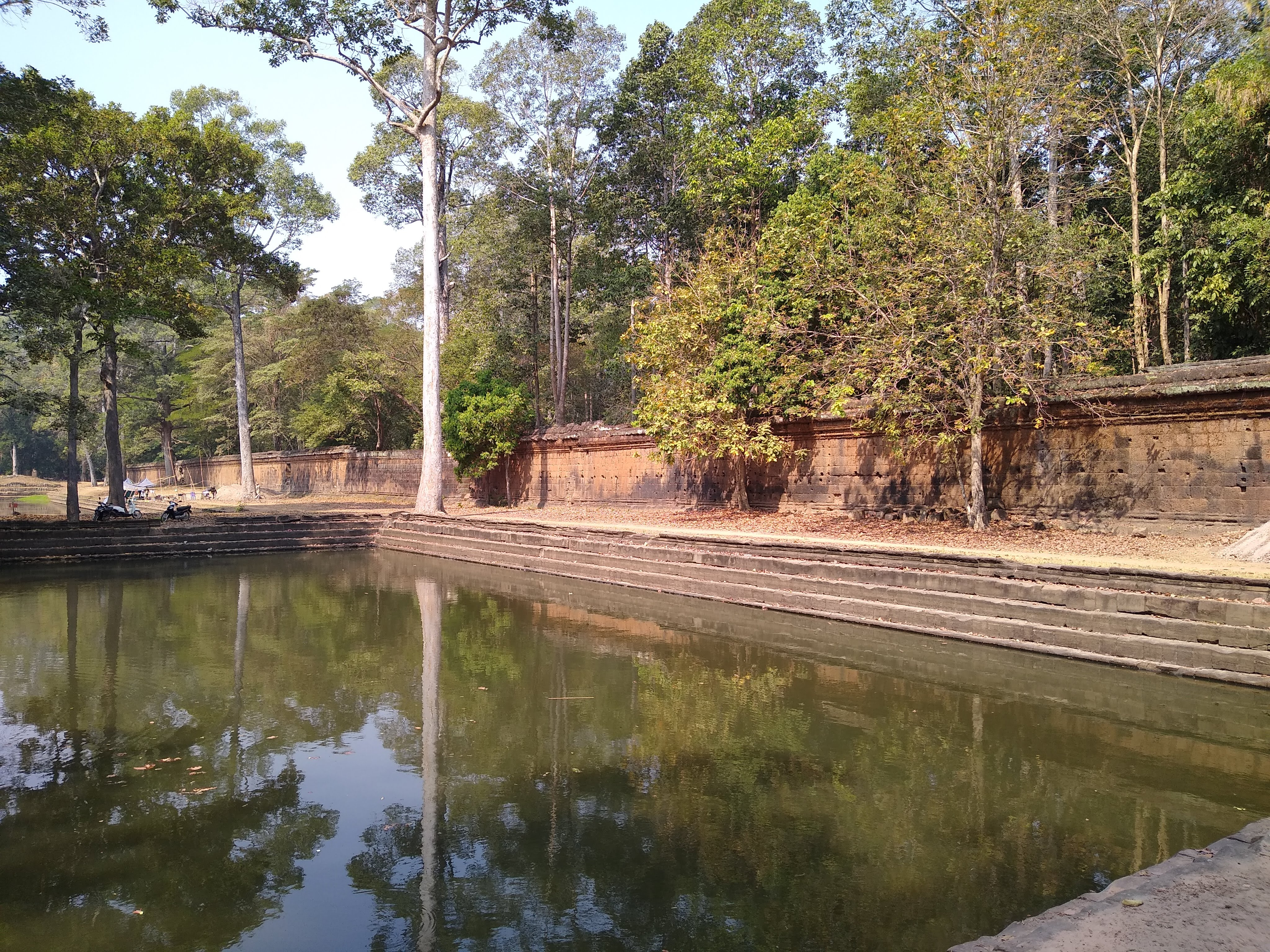
حوض شرقی کاخ سلطنتی
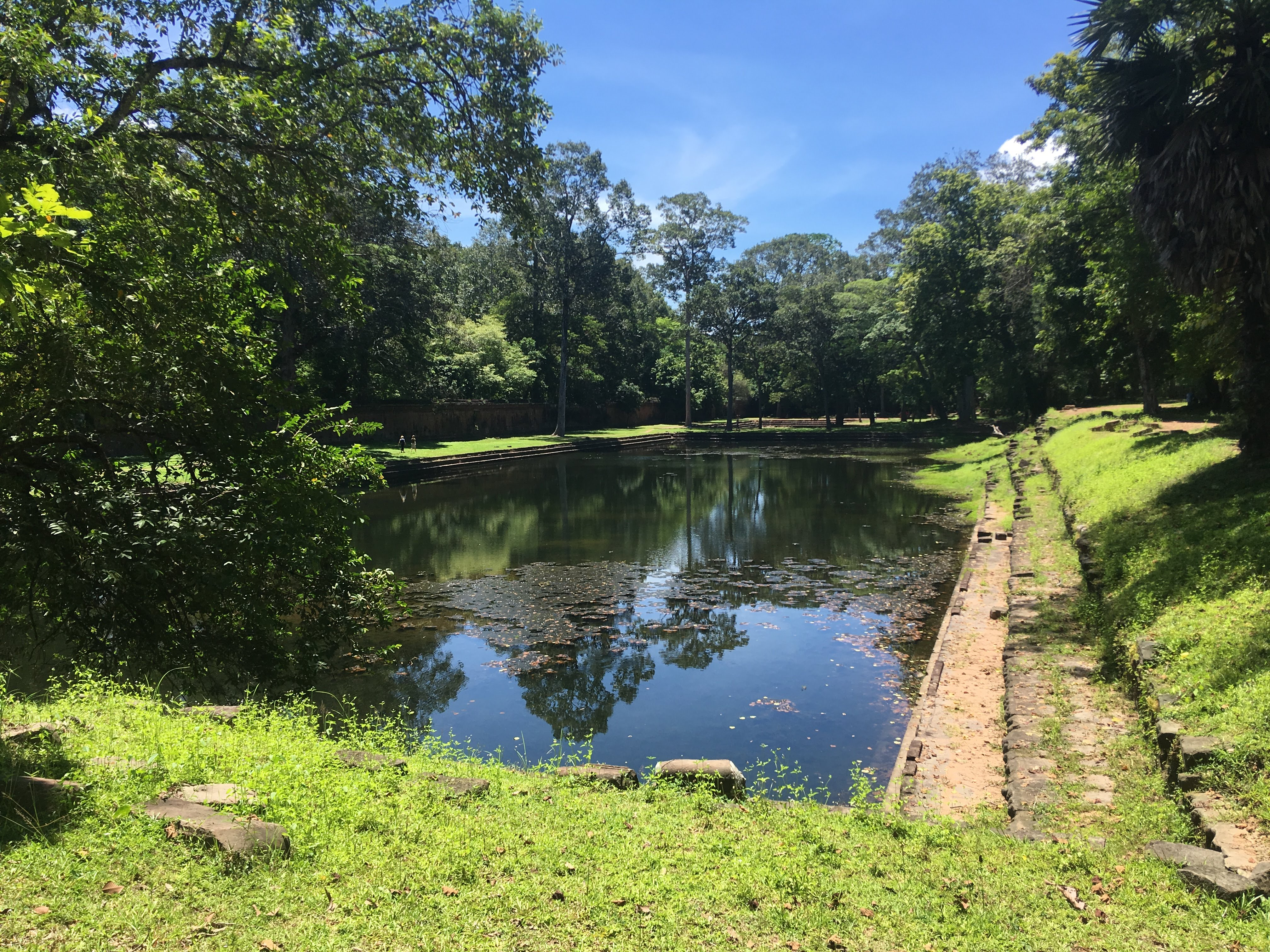
حوضه نزدیک فیمیناکاس